# Cisie, Quận Mińsk
Cisie phát âm [ˈt͡ɕiɕe] là một ngôi làng thuộc quận hành chính Gmina Halinów, trong Quận Mińsk, Masovian Voivodeship, ở miền đông - trung Ba Lan.